# Ciclisme als Jocs Olímpics d'estiu 2008 - Puntuació masculina

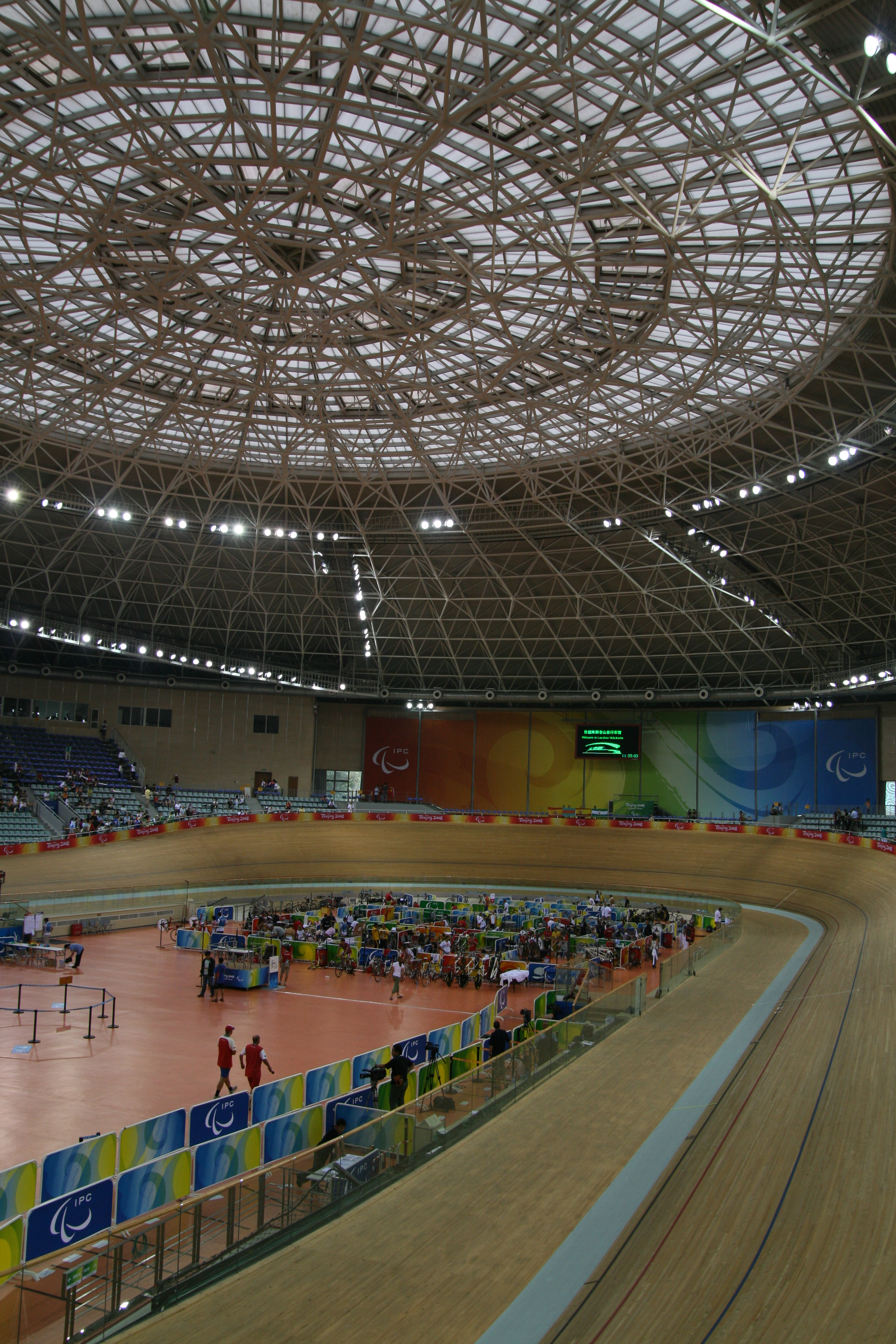
Imatge interior del velòdrom de Laoshan.

La cursa de puntuació masculina dels Jocs Olímpics de Pequín es va disputar el 16 d'agost de 2008 al velòdrom de Laoshan.
Aquesta cursa de ciclisme en pista es corre individualment i guanya el ciclista que aconsegueix més punts al final dels 40 km (160 voltes) a recórrer. Durant la cursa els ciclistes poden aconseguir punts de dues maneres: la primera consisteix a guanyar una volta al grup, amb la qual cosa es guanyen 20 punts. Aquesta mateixa norma fa que si un ciclista perd volta també perd 20 punts. L'altra manera de puntuar és prendre part en els esprints que es disputen cada 10 voltes. Els 4 primers classificats reben 5, 3, 2 i 1 punt respectivament.
Els principals favorits per emportar-se la victòria eren, abans de començar, el mallorquí Joan Llaneras, el belarús Vassil Kirienka i el campió a Atenes 2004, el rus Mikhaïl Ignàtiev.
El guanyador final va ser un dels favorits el mallorquí Joan Llaneras, amb 60 punts, seguit de l'alemany Roger Kluge, i el britànic Chris Newton.

## Medallistes

### Medallistes
| Or            | Plata       | Bronze       |
| Joan Llaneras | Roger Kluge | Chris Newton |

## Resultat final
| Posició | Nom                | Punts a l'esprint | Voltes extres | Punts Totals |
| ------- | ------------------ | ----------------- | ------------- | ------------ |
| Or      | Joan Llaneras      | 20                | 2             | 60           |
| Argent  | Roger Kluge        | 18                | 2             | 58           |
| Bronze  | Chris Newton       | 16                | 2             | 56           |
| 4       | Cameron Meyer      | 16                | 1             | 36           |
| 5       | Vassil Kirienka    | 14                | 1             | 34           |
| 6       | Daniel Kreutzfeldt | 9                 | 1             | 29           |
| 7       | Zachary Bell       | 7                 | 1             | 27           |
| 8       | Makoto Iijima      | 3                 | 1             | 23           |
| 9       | Milan Kadlec       |                   | 1             | 20           |
| 10      | Greg Henderson     | 13                |               | 13           |
| 11      | Rafał Ratajczyk    | 10                |               | 10           |
| 12      | Iljo Keisse        | 8                 |               | 8            |
| 13      | Angelo Ciccone     | 8                 |               | 8            |
| 14      | Volodímir Ribin    | 8                 |               | 8            |
| 15      | Kam Po Wong        | 5                 |               | 5            |
| 16      | Milton Wynants     | 5                 |               | 5            |
| 17      | Mikhaïl Ignàtiev   | 4                 |               | 4            |
| 18      | Juan Curuchet      | 1                 |               | 1            |
| 19      | Marco Arriagada    | 1                 |               | 1            |
| 20      | Peter Schep        |                   |               | 0            |
| 21      | Christophe Riblon  | 3                 | -1            | -17          |
| 22      | Bobby Lea          |                   | +1, -2        | -20, DNF     |
| 23      | Chun-Kai Feng      |                   | -1            | -20, DNF     |